# Красноярский экономический форум
Красноярский экономический форум (КЭФ) — российский экономический форум, с 2004 года проходящий ежегодно в марте. Площадка проведения — Сибирский федеральный университет в Красноярске.
Является главной площадкой для привлечения инвестиций в Сибирском федеральном округе и конкретно в Красноярском крае. Имеется деловая и молодёжная части форума.
Организаторами форума выступают правительство Красноярского края, администрация Губернатора Красноярского края, Сибирский федеральный университет и Корпорация развития Енисейской Сибири.

## История
XVI Красноярский экономический форум проходил с 28 по 30 марта 2019 года. Форум посетили около 9 тыс. гостей. На форуме подписали около 70 соглашений на общую сумму более 600 млрд рублей
XVIII Красноярский экономический форум проходил со 2 по 4 марта 2022 года. Часть форума проходила онлайн. Форум посетили около 400 участников в онлайн- и оффлайн-форматах, среди которых были представители 23 стран. За три дня прошло больше 100 мероприятий, 40 из которых — в рамках деловой программы. На форуме подписали 37 соглашений на общую сумму инвестиций более 80 миллиардов рублей.
XIX Красноярский экономический форум проходил с 1 по 3 марта 2023 года. Участниками КЭФ  стали более 7000 человек, в том числе представители 65 регионов РФ. Онлайн подключения зафиксированы из 40 стран мира. Было заключено 69 соглашений на сумму 565 млрд. рублей. Самыми крупными соглашениями КЭФ-2023 стали соглашения между правительством Красноярского края и «Газпром недра» на сумму 182 млрд руб., несколько соглашений Сбербанка на общую сумму 150 млрд руб., соглашение между кабмином региона и угледобывающей компанией «Северная звезда» на сумму 70 млрд руб.
XX Красноярский экономический форум пройдет в первой половине июля 2024 года.